# Cedar Falls
Cedar Falls è una città degli Stati Uniti d'America, nella Contea di Black Hawk dello Stato dell'Iowa. 
Al censimento del 2000 possedeva una popolazione di 36 145 abitanti, passati a 37 583 secondo una stima del 2007. 
Cedar Falls costituisce un unico agglomerato urbano insieme alla città di Waterloo, l'area metropolitana di Waterloo-Cedar Falls.